# Zusatzweiterbildung Rehabilitationswesen
Die Zusatzweiterbildung Rehabilitationswesen ist eine in der Musterweiterbildungsordnung der deutschen Bundesärztekammer von 2018 (MWBO) aufgeführte Zusatz-Weiterbildung im  Bereich Rehabilitation für Fachärzte in einem Gebiet der unmittelbaren Patientenversorgung.

## Definition
Die Zusatz-Weiterbildung Rehabilitationswesen umfasst in Ergänzung zu einer Facharztkompetenz die Einleitung und Koordination von Rehabilitationsmaßnahmen zur beruflichen und sozialen (Wieder-)Eingliederung im Rahmen interdisziplinärer und interprofessioneller Zusammenarbeit einschließlich der damit zusammenhängenden Begutachtung.

## Mindestanforderung
Um die Bezeichnung Rehabilitationswesen führen zu dürfen, müssen Ärztinnen und Ärzte
- über eine Facharztanerkennung in einem Gebiet der unmittelbaren Patientenversorgung verfügen, zusätzlich
- eine Kurs-Weiterbildung mit einem Umfang von 320 Stunden absolviert haben[2], davon
  - 160 Stunden in Rehabilitationswesen/Sozialmedizin und
  - 160 Stunden in Rehabilitationswesen, sowie zusätzlich
- über Kenntnisse, Erfahrungen und Fertigkeiten in Rehabilitationswesen gemäß den in der Weiterbildungsordnung festgelegten Weiterbildungsinhalten verfügen.[1]

Bei der Anmeldung zur Weiterbildungsprüfung müssen der zuständigen Ärztekammer sämtliche Nachweise über die erfüllten Mindestanforderungen vorgelegt werden. Dazu gehören auch die Logbuch-Dokumentationen über alle durch die MWBO vorgegebenen Inhalte der Weiterbildung.

## Inhalte der Weiterbildung
Zur Weiterbildungsprüfung muss dargelegt werden können, dass man Kenntnisse, Erfahrungen und Fertigkeiten der in der Weiterbildungsordnung beschriebenen Bereiche erlangt hat. Dazu gehören unter anderem die folgenden Themen:

### Gemeinsame Inhalte für die Zusatz-Weiterbildungen Sozialmedizin und Rehabilitationswesen
- Ethische und juristische Aspekte für die Tätigkeit als Sachverständiger
- Soziale Sicherungssysteme und Versorgungsstrukturen
- Epidemiologie, Dokumentation, Statistik und Gesundheitsberichterstattung
- Sozialleistungsträger und ihre Aufgaben und Schnittstellen gemäß Sozialgesetzbuch
- Strukturen und Aufgaben privater Versicherungen zur sozialen Absicherung
- Gesundheitsförderung, Prävention und Rehabilitation
  - Leistungsarten und Leistungsformen einschließlich Modellen der Prävention und Gesundheitsförderung
  - Organisationen und Institutionen in der Rehabilitation
- Begehung von Einrichtungen wie Betriebe, Reha-Einrichtungen, Berufsförderungswerke

### Spezifische Inhalte der Zusatz-Weiterbildung Rehabilitationswesen
- Begutachtung und Steuerung von Leistungen zur Rehabilitation
  - Gutachtenerstellung in Gerichts- und Schlichtungsverfahren
  - Gutachtenerstellung nach den Anforderungen der Leistungsträger
  - Indikationsstellung und Beratung zu rehabilitativen Leistungen bei Personen mit unterschiedlichen Krankheitsbildern
  - Erstellung und kontinuierliche Anpassung von Rehabilitationsplänen einschließlich Case Management
  - Leitung und Koordination eines interprofessionellen und patientenzentrierten Rehabilitationsteams einschließlich der Angehörigenarbeit
- Medizinische Rehabilitation
  - Planung, Koordination und Beurteilung von stationären oder ganztags ambulanten Anschlussrehabilitationen und/oder Heilverfahren in ** Rehabilitationseinrichtungen Planung, Koordination und Beurteilung von Leistungen zur Teilhabe in der Langzeitversorgung von Menschen mit chronischen Krankheiten und langfristigen Behinderungen
- Schulisch-pädagogische, berufliche und soziale Rehabilitation
  - Koordination von Leistungen zur Teilhabe am Leben in der Gemeinschaft in verschiedenen Einrichtungen der sozialen Rehabilitation
  - Indikationsstellung und Einleitung beruflicher und/oder arbeitsplatzorientierter Rehabilitationsleistungen
- Erarbeitung von individuellen Empfehlungen für technische Hilfen und Adaptationen am Arbeitsplatz und/oder in der Wohnung[1]

Die Inhalte der Musterweiterbildungsordnung sind allerdings nur eine Empfehlung für die rechtsverbindlichen Weiterbildungsordnungen der Landesärztekammern, die hiervon abweichende Regelungen treffen können.